# 臺西風力發電站
臺西風力發電站位於臺灣雲林縣臺西鄉，為台灣電力公司再生能源處所規劃的風力發電開發計畫。目前該開發案已完成環境影響評估即將開始推動興建。

## 沿革

### 計畫
臺西風力發電計畫為台灣電力公司所規畫之「風力發電十年發展計畫」的第五期風力發電開發，於2017年6月開始推動。台電公司於第五期風力開發中，著重於臺灣中南部的沿海風場，包含彰化縣彰工風力發電站將增設第三期的四部風力發電機組、永興風力發電計畫，雲林縣的臺西風力發電計畫，以及嘉義縣布袋鄉的布袋港風力發電計畫等。
臺西風力發電計畫預定廠址位於臺西海埔新生地北堤防風林區，並計畫架設14部裝置容量2.0MW的風力發電機組，風力發電機組所產生之電力將以地下輸配線方式，沿臺西海埔地海堤道路引接至臺西一次配電變電所。然而後來林務局方面考量到防風林之保育問題，因此最終僅同意台電公司架設四部風力發電機組。
2017年6月1日台電公司完成臺西風力發電計畫之環境影響評估報告，並送交至行政院環境保護署進行環評審查。由於該開發案涉及防風林補植、臺西地區的文蛤養殖與鳥類撞擊等問題，因此在審查會議中環評委員及語彙的環保團體、當地居民代表等提出大量意見，要求台電公司一一說明。
台電公司與會代表表示，先前台電公司已在鄰近的四湖鄉完成14部風力發電機組的四湖風力發電站，並且其發電站商轉後運轉狀況良好，因此台電公司才著手繼續在臺西鄉等地尋找適當場址進行下一步風力發電開發。
會議中台電公司也強調，臺西風力發電計畫預計以點狀分布架設四部風力發電機組，對當地生態環境並非完全沒有影響，從當地的調查報告中，可能遭到衝擊的動物有海鷗與鷺、䴉等鳥類，由於這些鳥類的飛行高度常在風機扇片運轉高度內，是撞擊風險最高的類群。該次會議最終共討論了長達兩個小時之久，在無法獲得結論之下主席宣布台電公司需補件後再送交審查。
2017年9月27日環保署進行台電公司臺西風力發電計畫的第二次審查會議，於會議中台電公司承諾未來臺西風力發電站完工商轉後，將持續追蹤臺西地區的文蛤養殖狀況，因此環評委員最後決議，要求台電公司需增加風力發電機架設地點的地質鑽探調查規劃以及評估土讓液化發生潛勢等，全案建議通過環評審查。
2017年12月20日環保署招開環評大會，針對台灣電力公司所提出之臺西風力發電計畫環境影響說明書，環評委員要求台電需補充鳥類、蝙蝠遷徙即時感測器及配合遠端遙控停機降載機制資料。而台灣電力公司方面承諾會在風力發電機上裝設音波偵測器及熱感應器，用以監控鳥類與蝙蝠活動，最後大會決議通過審查。

## 設備

### 發電機組
| 風力發電機類型 | 風力發電類型 | 機組數量 | 裝置容量（MW） | 商轉日期 | 狀態   |
| -------------- | ------------ | -------- | -------------- | -------- | ------ |
|                | 陸域風力發電 | 4        | 8MW            |          | 計畫中 |

## 資料來源
1. 1 2  洪敏隆. . 蘋果日報. 2017-09-27  [2017-09-27]. （原始内容存档于2017-10-09） （中文（臺灣））.
2. 1 2  吳欣紜. . NowNews今日新聞. 2017-09-27  [2017-09-27] （中文（臺灣））.
3. ↑  劉朱松. . 中時電子報. 2017-06-05  [2017-09-27]. （原始内容存档于2023-04-22） （中文（臺灣））.
4. ↑  黃淑莉. . 自由時報. 2017-04-19  [2017-09-27]. （原始内容存档于2018-12-13） （中文（臺灣））.
5. 1 2 3  賴溫狠. . 環境資訊中心. 2017-06-01  [2017-09-27]. （原始内容存档于2018-01-15） （中文（臺灣））.
6. 1 2 3  楊綿傑. . 自由時報. 2017-06-01  [2017-09-27]. （原始内容存档于2018-12-26） （中文（臺灣））.
7. ↑  董俞佳. . 聯合新聞網. 2017-12-20  [2017-12-24] （中文（臺灣））.